# Narthecium reverchonii
Narthecium reverchonii är en enhjärtbladig växtart som beskrevs av Celak. Narthecium reverchonii ingår i släktet myrliljor, och familjen myrliljeväxter.
Artens utbredningsområde är Corsica. Inga underarter finns listade i Catalogue of Life.